# チャイナデイリー・アジアウィークリー
チャイナデイリー・アジアウィークリー は 英語の週刊紙で 中華人民共和国において発行されている。
チャイナデイリー香港版のアジア全体に向けたタブロイドサイズ版である。 24ページのボリュームを誇る同紙は、2010年12月9日に香港において創刊。 チャイナデイリーアジアウィークリーの編集長であるZhou Liはインドの政治家に次のように語った。「私たちの長期的な願いは、地域の読者のために中国とアジア地域の基準点となることです。」
チャイナデイリー・アジアウィークリーはアジアニュースネットワーク(ANN)の会員である。ANNは21紙が参加するグループで タイのThe Nation、マレーシアの The Star、インドネシアの The Jakarta Post、 シンガポールのThe Straits Times、インドの The Statesman、韓国の The Korean Herald、日本のDaily Yomiuri　他が参加している。チャイナデイリー・アジアウィークリーは現在インドネシア、マレーシア、タイ、そして日本で発行されている。
日本ではチャイナデイリー・アジアウィークリーはバルバスセル・メディアグループがマネージしている。同社は東京ウィークエンダーを発行している。日本でのチャイナデイリー・アジアウィークリーの発行部数は2万部である。チャイナデイリー・アジアウィークリーの日本での発行規模は2万部である。

## 参考
```
1.^ Búrca, S. E., Fletcher, R. & Brown L. International Marketing: An SME Perspective. Pearson Education, 2004. 
ISBN 978-0-273-67323-1
.
2.^ "About Us". About Us. China Daily. Retrieved June 31 2011.
3.^ Schnell, J. A. Qualitative Method Interpretations in Communication Studies. Lexington Books, 2001. 
ISBN 978-0-7391-0147-6
.
4.^ Herbet, J. Practising Global Journalism: Exploring Reporting Issues Worldwide. Focal Press, 2001. 
ISBN 978-0-240-51602-8
.
5.^ Heuvel, J. V. & Dennis, E. E. The Unfolding Lotus: East Asia's Changing Media : a Report of the Freedom Forum Media Studies Center at Columbia University in the City of New York. The Center, 1993.
6.^ Chang, W. H. Mass Media in China: The History and the Future. Iowa State University Press, 1989. 
ISBN 978-0-8138-0272-5
.
7.^ a b The Largest English Language Newspaper of China, All About China.
8.^ Thurston, A. F., Turner-Gottschang, K. & Reed, L. A. China Bound: A Guide to Academic Life and Work in the PRC. National Academies Press, 1994. 
ISBN 978-0-309-04932-0
.
9.^ Chinoy, M. China Live: People Power and the Television Revolution. Rowman & Littlefield, 1999. 
ISBN 978-0-8476-9318-4
.
10.^ Walter, Carl (2011). Red Capitalism. Wiley. 
ISBN 978-0470825860
.
11.^ Anne-Marie Brady, Marketing Dictatorship: Propaganda and Thought Work in Contemporary China, Rowman & Littlefield Publishers, Inc.
12.^ "China Daily". China Daily USA. June 1, 2011. Retrieved July 1, 2011.
```